# Cantón de Puriscal
Cantón de Puriscal är en kanton i Costa Rica.   Den ligger i provinsen San José, i den centrala delen av landet, 40 km sydväst om huvudstaden San José.